# Atletisme als Jocs Olímpics d'Estiu de 1976
Als Jocs Olímpics d'Estiu de 1976 celebrats a la ciutat de Mont-real (Canadà) es disputaren 37 proves atlètiques, 23 en categoria masculina i 14 en categoria femenina. Les proves es disputaren a l'Estadi Olímpic de Mont-real entre els dies 23 i 31 de juliol de 1976.
Hi participaren un total de 1.006 atletes, entre ells 703 homes i 303 dones, de 79 comitès nacionals diferents.

## Medaller masculí
| Prova                          | Or                                                                             | Or           | Argent                                                                  | Argent   | Bronze                                                                              | Bronze   |
| 100 m Detalls                  | Hasely Crawford                                                                | 10.06        | Don Quarrie                                                             | 10.08    | Valeri Borzov                                                                       | 10.14    |
| 200 m Detalls                  | Don Quarrie                                                                    | 20.23        | Millard Hampton                                                         | 20.29    | Dwayne Evans                                                                        | 20.43    |
| 400 m Detalls                  | Alberto Juantorena                                                             | 44.26        | Frederick Newhouse                                                      | 44.40    | Herman Frazier                                                                      | 44.95    |
| 800 m Detalls                  | Alberto Juantorena                                                             | 1:43.50 (RM) | Ivo van Damme                                                           | 1:43.86  | Rick Wohlhuter                                                                      | 1:44.12  |
| 1.500 m Detalls                | John George Walker                                                             | 3:39.17      | Ivo van Damme                                                           | 3:39.27  | Paul Wellmann                                                                       | 3:39.33  |
| 5.000 m Detalls                | Lasse Virén                                                                    | 13:24.76     | Dick Quax                                                               | 13:25.16 | Klaus Hildenbrand                                                                   | 13:25.38 |
| 10.000 m Detalls               | Lasse Virén                                                                    | 27:40.38     | Carlos Lopes                                                            | 27:45:17 | Brendan Foster                                                                      | 27:54.92 |
| Marató Detalls                 | Waldemar Cierpinski                                                            | 2:09:55      | Frank Shorter                                                           | 2:10:45  | Karel Lismont                                                                       | 2:11:12  |
| 110 m tanques Detalls          | Guy Drut                                                                       | 13.28        | Alejandro Casañas                                                       | 13.33    | Willie Davenport                                                                    | 13.38    |
| 400 m tanques Detalls          | Edwin Moses                                                                    | 47.64 (RM)   | Michael Shine                                                           | 48.69    | Yevgeny Gavrilenko                                                                  | 49.45    |
| 3.000 m obstacles Detalls      | Anders Gärderud                                                                | 8:08.02 (RM) | Bronislaw Malinowski                                                    | 8:09.11  | Frank Baumgartl                                                                     | 8:10.36  |
| 4x100 m relleus Detalls        | Estats UnitsHarvey Glance · John Jones · Millard Hampton · Steven Riddick      | 38.33        | RDAManfred Kokot · Jörg Pfeifer · Klaus Kurrat · Alexander Thieme       | 38.66    | Unió SovièticaAlexander Aksinin · Nikolai Kolésnikov · Juris Silovs · Valeri Borzov | 38.78    |
| 4x400 m relleus Detalls        | Estats UnitsHerman Frazier · Benjamin Brown · Frederick Newhouse · Maxie Parks | 2:58.65      | PolòniaRyszard Podlas · Jan Werner · Zbigniew Jaremski · Jerzy Pietrzyk | 3:01.43  | RFAFranz Hofmeister · Lothar Krieg · Harald Schmid · Bernd Herrmann                 | 3:01.98  |
| 20 km marxa Detalls            | Daniel Bautista                                                                | 1:24:40      | Hans-Georg Reimann                                                      | 1:25:13  | Peter Frenkel                                                                       | 1:25:29  |
| Salt de llargada Detalls       | Arnie Robinson                                                                 | 8.35 m       | Randy Williams                                                          | 8.11 m   | Frank Wartenberg                                                                    | 8.02 m   |
| Triple salt Detalls            | Víktor Sanéiev                                                                 | 17.29 m      | James Butts                                                             | 17.18 m  | João de Oliveira                                                                    | 16.90 m  |
| Salt d'alçada Detalls          | Jacek Wszola                                                                   | 2.25 m       | Greg Joy                                                                | 2.23 m   | Dwight Stones                                                                       | 2.21 m   |
| Salt amb perxa Detalls         | Tadeusz Ślusarski                                                              | 5.50 m       | Antti Kalliomäki                                                        | 5.50 m   | David Roberts                                                                       | 5.50 m   |
| Llançament de pes Detalls      | Udo Beyer                                                                      | 21.05 m      | Yevgeny Mironov                                                         | 21.03 m  | Aleksandr Baryshnikov                                                               | 21.00 m  |
| Llançament de disc Detalls     | Mac Wilkins                                                                    | 67.50 m      | Wolfgang Schmidt                                                        | 66.22 m  | John Gates Powell                                                                   | 65.70m   |
| Llançament de javelina Detalls | Miklós Németh                                                                  | 94.58 m (RM) | Hannu Siitonen                                                          | 87.92 m  | Gheorghe Megelea                                                                    | 87.16 m  |
| Llançament de martell Detalls  | Yuriy Sedykh                                                                   | 77.52 m      | Aleksei Spiridonov                                                      | 76.08 m  | Anatoly Bondarchuk                                                                  | 75.48 m  |
| Decatló Detalls                | Bruce Jenner                                                                   | 8618 (RM)    | Guido Kratschmer                                                        | 8411     | Nikolai Avilov                                                                      | 8369     |

## Medaller femení
| Prova                          | Or                                                                     | Or           | Argent                                                                     | Argent  | Bronze                                                                               | Bronze  |
| 100 m Detalls                  | Annegret Richter                                                       | 11.08        | Renate Stecher                                                             | 11.13   | Inge Helten                                                                          | 11.17   |
| 200 m Detalls                  | Bärbel Eckert                                                          | 22.37 (RO)   | Annegret Richter                                                           | 22.39   | Renate Stecher                                                                       | 22.47   |
| 400 m Detalls                  | Irena Szewińska                                                        | 49.28 (RM)   | Christina Brehmer                                                          | 50.51   | Ellen Streidt                                                                        | 50.55   |
| 800 m Detalls                  | Tatyana Kazankina                                                      | 1:54.94 (RO) | Nikolina Shtereva                                                          | 1:55.42 | Elfi Zinn                                                                            | 1:55.60 |
| 1.500 m Detalls                | Tatyana Kazankina                                                      | 4:05.48      | Gunhild Hoffmeister                                                        | 4:06.02 | Ulrike Klapezynski                                                                   | 4:06.09 |
| 100 m tanques Detalls          | Johanna Schaller                                                       | 12.77        | Tatiana Anisimova                                                          | 12.78   | Natalya Lebedeva                                                                     | 12.80   |
| 4x100 m relleus Detalls        | RDAMarlies Oelsner · Renate Stecher · Carla Bodendorf · Bärbel Eckert  | 42.55 (RO)   | RFAElvira Possekel · Inge Helten · Annegret Richter · Annegret Kroniger    | 42.59   | Unió SovièticaT. Prorochenko · Liudmila Zharkova · N. Besfamilnaya · Vera Anisimova  | 43.09   |
| 4x400 m relleus Detalls        | RDADoris Maletzki · Brigitte Rohde · Ellen Streidt · Christina Brehmer | 3:19.23 (RM) | Estats UnitsDebra Sapenter · Sheila Ingram · Pamela Jiles · Rosalyn Bryant | 3:22.81 | Unió SovièticaInta Klimoviča · Lyudmila Aksenova · Natalya Sokolova · Nadejda Ilyina | 3:24.24 |
| Salt de llargada Detalls       | Angela Voigt                                                           | 6.72 m       | Kathy McMillan                                                             | 6.66 m  | Lidiya Alfeyeva                                                                      | 6.60 m  |
| Salt d'alçada Detalls          | Rosemarie Ackermann                                                    | 1.93 m (RO)  | Sara Simeoni                                                               | 1.91 m  | Yordanka Blagoeva                                                                    | 1.91 m  |
| Llançament de pes Detalls      | Ivanka Hristova                                                        | 23.16 m      | Nadejda Txijova                                                            | 20.96 m | Helena Fibingerová                                                                   | 20.67 m |
| Llançament de disc Detalls     | Evelin Schlaak                                                         | 69.00 m      | Maria Vergova                                                              | 67.30 m | Gabriele Hinzmann                                                                    | 66.84 m |
| Llançament de javelina Detalls | Ruth Fuchs                                                             | 65.94 m      | Marion Becker                                                              | 64.70 m | Kate Schmidt                                                                         | 63.96 m |
| Pentatló Detalls               | Siegrun Siegl                                                          | 4745         | Christine Laser                                                            | 4745    | Burglinde Pollak                                                                     | 4740    |

RM: rècord mundial
RO: rècord olímpic

## Medaller
| Posició | País              | Or | Argent | Bronze | Total |
| 1       | RDA               | 11 | 7      | 9      | 27    |
| 2       | Estats Units      | 6  | 8      | 8      | 22    |
| 3       | Unió Soviètica    | 4  | 4      | 10     | 18    |
| 4       | Polònia           | 3  | 2      | 0      | 5     |
| 5       | Finlàndia         | 2  | 2      | 0      | 4     |
| 6       | Cuba              | 2  | 1      | 0      | 3     |
| 7       | RFA               | 1  | 4      | 4      | 9     |
| 8       | Bulgària          | 1  | 2      | 1      | 4     |
| 9       | Jamaica           | 1  | 1      | 0      | 2     |
| 9       | Nova Zelanda      | 1  | 1      | 0      | 2     |
| 11      | França            | 1  | 0      | 0      | 1     |
| 11      | Hongria           | 1  | 0      | 0      | 1     |
| 11      | Mèxic             | 1  | 0      | 0      | 1     |
| 11      | Suècia            | 1  | 0      | 0      | 1     |
| 11      | Trinitat i Tobago | 1  | 0      | 0      | 1     |
| 16      | Bèlgica           | 0  | 2      | 1      | 3     |
| 17      | Canadà            | 0  | 1      | 0      | 1     |
| 17      | Itàlia            | 0  | 1      | 0      | 1     |
| 17      | Portugal          | 0  | 1      | 0      | 1     |
| 20      | Brasil            | 0  | 0      | 1      | 1     |
| 20      | Regne Unit        | 0  | 0      | 1      | 1     |
| 20      | Romania           | 0  | 0      | 1      | 1     |
| 20      | Txecoslovàquia    | 0  | 0      | 1      | 1     |